# Władimir Wawiłow
Władimir Fiodorowicz Wawiłow, ros. Владимир Федорович Вавилов (ur. 5 maja 1925 w Leningradzie, zm. 11 marca 1973 tamże) – rosyjski gitarzysta, lutnista i kompozytor. Znany głównie jako kompozytor Ave Maria, przypisywanego Cacciniemu.

## Życiorys
Urodził się na przedmieściach Leningradu w rodzinie robotniczej. Naukę gry na gitarze zaczął jako dziecko w leningradzkim Pałacu Pionierów. Uczył się w Liceum Muzycznym im. Rimskiego-Korsakowa w Leningradzie, w klasie gitary u P.I. Isakowa. Od 1952 studiował teorię muzyki i kompozycji u Johanna Admoniego(1906–1979).
W 1949 stworzył z Lwem Andronowem duet gitarowy (na gitarę sześciostrunową i siedmiostrunową). W ich repertuarze znalazły się m.in. Polka Rachmaninowa i Walc Duranda, a także utwory Griega, Debussy'ego, Albéniza. Ponadto duet wykonywał wiele rosyjskich romansów, także z towarzyszeniem wokalistów. Większość aranżacji przygotowywali sami wykonawcy. W 1957 duet został nagrodzony srebrnym medalem na międzynarodowym konkursie organizowanym przez Światowy Festiwal Młodzieży i Studentów w Moskwie.
Odegrał ważną rolę w odrodzeniu muzyki dawnej w Związku Radzieckim. Był także redaktorem muzycznym.
11 marca 1973 po skomplikowanej operacji, Wawiłow zmarł na raka trzustki. Został pochowany obok swoich rodziców na cmentarzu miejskim w Pawłowsku na  przedmieściach Petersburga. Na nagrobku z czarnego marmuru widnieje jego podobizna.

## Muzyczne mistyfikacje
Wawiłow podpisał kompozycję na swojej płycie jako „utwór anonimowy XVI wieku” ze względu na represje ze strony władzy w kierunku kompozytorów muzyki religijnej. Choć po latach, jego córka Tamara wskazała inny powód mistyfikacji: „Mój ojciec był świadomy tego, że utwory nieznanego kompozytora samouka z trywialnym nazwiskiem Wawiłow nigdy nie będą opublikowane. Jednak zależało mu bardzo, by jego muzyka dotarła do szerokiego grona odbiorców. Nawet za cenę anonimowości i utraty całego splendoru na rzecz średniowiecznych kompozytorów”.
Nazwisko Cacciniego zostało dodane do „kompozycji anonimowej” kilka lat po śmierci Wawiłowa, gdy organista Mark Szachin, jeden ze współwykonawców płyty, udostępnił kopię „niedawno odnalezionych nut” kierownikowi Chóru Dziecięcego Leningradzkiego Radia i Telewizji Jurijowi Sławnickiemu, który uczynił z tej muzyki sztandarową pozycję zespołu.
Wawiłow niejednokrotnie przypisywał swe prace innym kompozytorom, przeważnie renesansowym i barokowym (czasami z późniejszych epok), zwykle nie zachowując stylu danej epoki. Powiększył w ten sposób szeregi mistyfikatorów muzycznych (Fétis, Kreisler, Ponce, Casadesus i inni). Jego prace były bardzo popularne, niektóre z nich zostały radzieckimi szlagierami.
Najbardziej znanymi z jego żartów muzycznych stały się:
- Canzona Francesca da Milano, znana później jako pieśń Złote miasto (Город Золотой);
- Mazurek Andrieja Sychry;
- Elegia Michaiła Wysockiego;
- Melodia rosyjska Michaiła Wysockiego;
- Ricercar Niccolò Nigrino (nieistniejący kompozytor);
- Impromptu Bałakiriewa;
- Ave Maria Giulio Cacciniego

Ten ostatni, najpopularniejszy utwór Wawiłowa często wykonują między innymi Andrea Bocelli, Sumi Jo i Charlotte Church.

## Dyskografia
- Lutniewaja muzyka XVI—XVII wiekow (Μелодия, 1970)
- Russkaja muzyka dla gitary (Μелодия, 1985)